# Petőfi Sándor utca (Budapest, V. kerület)
A Petőfi Sándor utca Budapest Belvárosának észak-déli irányban húzódó, mintegy 300 m hosszú közterülete.

## Elhelyezkedése
A Kossuth Lajos utcától a Szervita térig húzódó, a Váci utcával párhuzamosan futó, egyirányú forgalmú utca. Két oldalán fizetőparkoló-helyek vannak kialakítva. Kb. 3 m széles gyalogjárdák és elegáns kirakatok szegélyezik.

## Története
A középkori Pest jelentős utcája volt a Kecskeméti kapu és a Váci kapu között.
Rómer Flóris A régi Pest című, 1873-ban kiadott történeti tanulmányában Rupp Jakabra hivatkozva az 1700-as évek előtti Nagy utcával azonosította. Ezt követően Úri utca, vagy Platea dominorum (Urak utcája) néven а Fehér Hajó (Weisses Schiff) szállótól – amelyet 1871-ben lebontottak – а kecskeméti kapuig terjedt, majd 1803–1804-ben a következő szakaszokra osztották: Úri (a mai Petőfi Sándor) utca (vagyis Herrengasse); Barátok utcája (vagyis Franziskanerplatz), a mai Ferenciek tere; Egyetem (később Károlyi) utca vagy Universitätsgasse; és Kecskeméti utca.
A német nyelvű lakosság az Úri utcát Herrengasse névvel illette. 1874-től Koronaherceg utca volt Rudolf trónörökös tiszteletére, az 1918–19-es Hajnóczy utca „intermezzón” kívül, egészen 1923-ig. Akkor, Petőfi Sándor születésének centenáriumán kapta nagy nemzeti költőnk nevét. (A nevezetes Pilvax kávéház helyisége a Koronaherceg utca 7. szám alatti épületben volt.)
1982 és 2013 között a Ferenciek tere felől közúti aluljárón lehetett megközelíteni. 2014-től az Astoria felől érkezők a Kossuth Lajos utca irányából kis ívben jobbra kanyarodva hajthatnak be, illetve az utca a Bécsi utcával együtt újra teljes hosszában végigautózhatóvá vált, mivel az egykori Brit Nagykövetség előtti süllyedő oszlop is megszűnt. Az Y aluljárótól megszabadított Petőfi Sándor utcában szélesebb járdát alakítottak ki, utcabútorokkal és fákkal tették hangulatosabbá, míg az autósok új parkolókhoz, az üzlettulajdonosok új rakodóterületekhez jutottak.

## Megközelítése
Gyalogosan, tömegközlekedéssel:
- 15-ös busz megállói, amikkel az utca megközelíthető: Ferenciek tere és Szervita tér[6] (végighaladnak a Petőfi Sándor és a Bécsi utcán a Deák Ferenc tér vonaláig; a 15-öst 2023-ban összevonták az addigi 115-ös járattal)[7]
- M3-as metróvonal Ferenciek tere állomás
- 7-es busz Ferenciek tere megállóhely

Autóval:
- az Astoria felől érkezve, a Kossuth Lajos utcából kis ívben jobbra kanyarodva

## Keresztutcák
- Haris köz, Pilvax köz
- Párizsi utca
- Régi posta utca

## Nevezetes épületei
- 2. sz. Párizsi udvar átjáróház (Ferenciek tere 10.)
- 3. sz. Károlyi-Trattner-ház a Trattner Kiadó és Nyomda Hild József által tervezett épülete (1832, 1835–1836, 1847). Háromemeletes átjáróház, klasszicista lakó- és egykori nyomdaépület, két utcára néző homlokzattal és két bejárattal. (Városház utca 6.) Műemlék[8][9] 2015 óta itt működik a Jégbüfé.
- 5. sz. FUGA Budapesti Építészeti Központ klub, kortárs zenei koncertek, szakkiállítások
- 6. sz. Katona József Színház (Budapest)
- 12. sz. Az utca legszebb lakóháza, a második világháború idején épült.[10]
- 14. sz. Ramada by Wyndham Budapest City Center modern szálloda
- 15–17. sz. Budapest 4. számú postahivatal, az egykori Főposta jelenleg szállodává alakítják

## Galéria

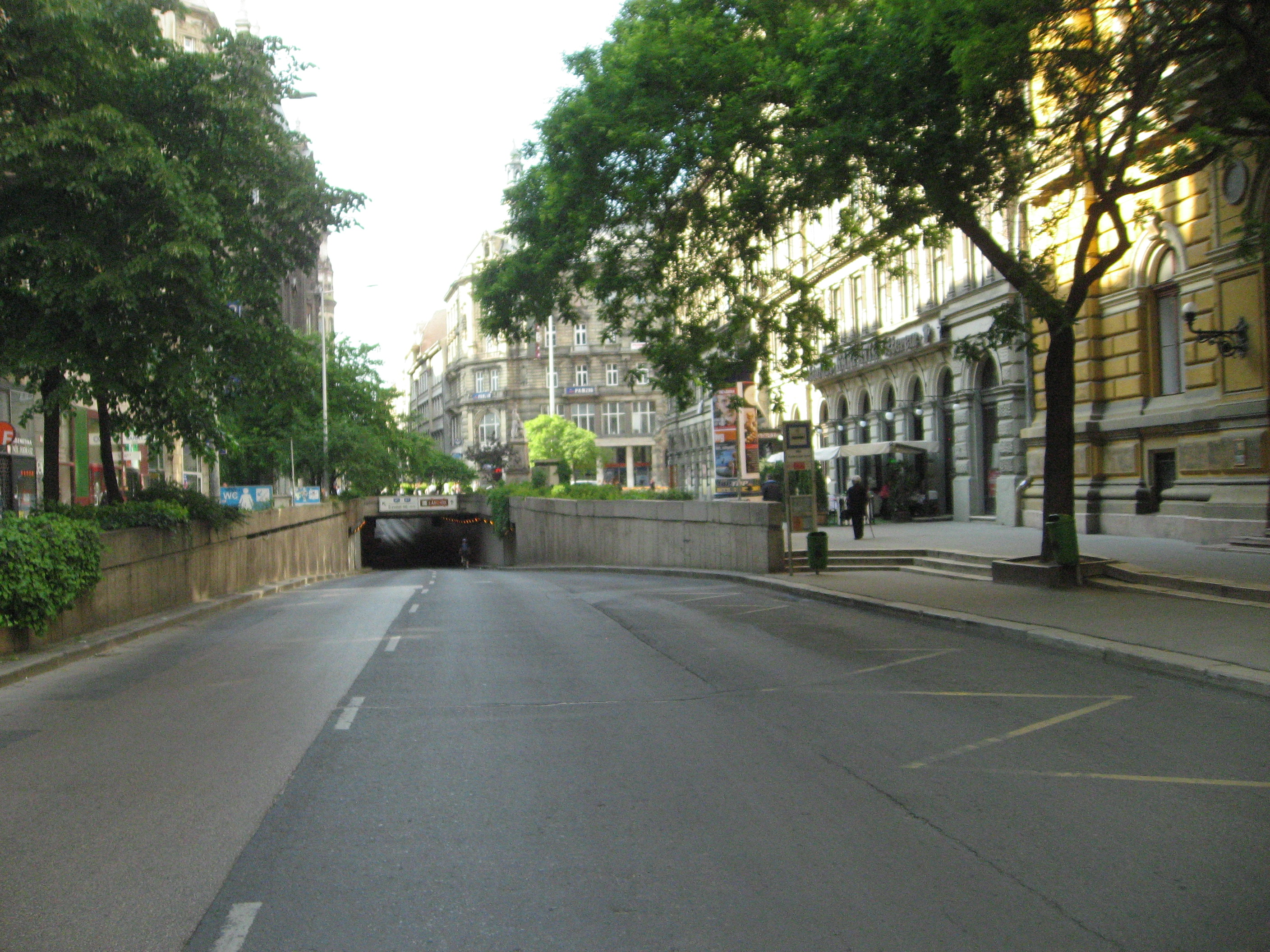
A 2013-ban megszüntetett alagút a Ferenciek terétől a Petőfi Sándor utca felé
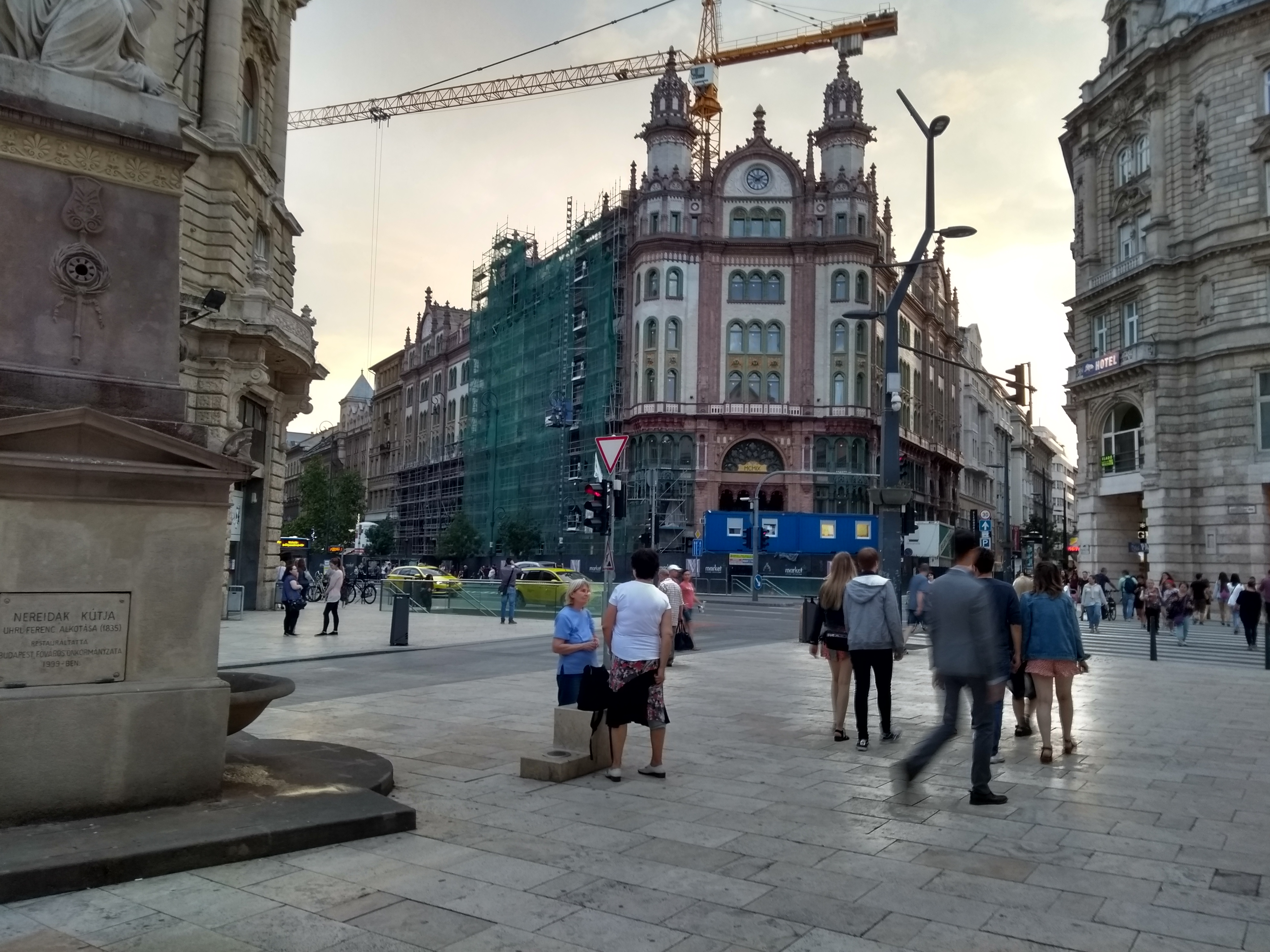
A Nereidák kútja mellől a Petőfi Sándor utca torkolata, 2018-ban
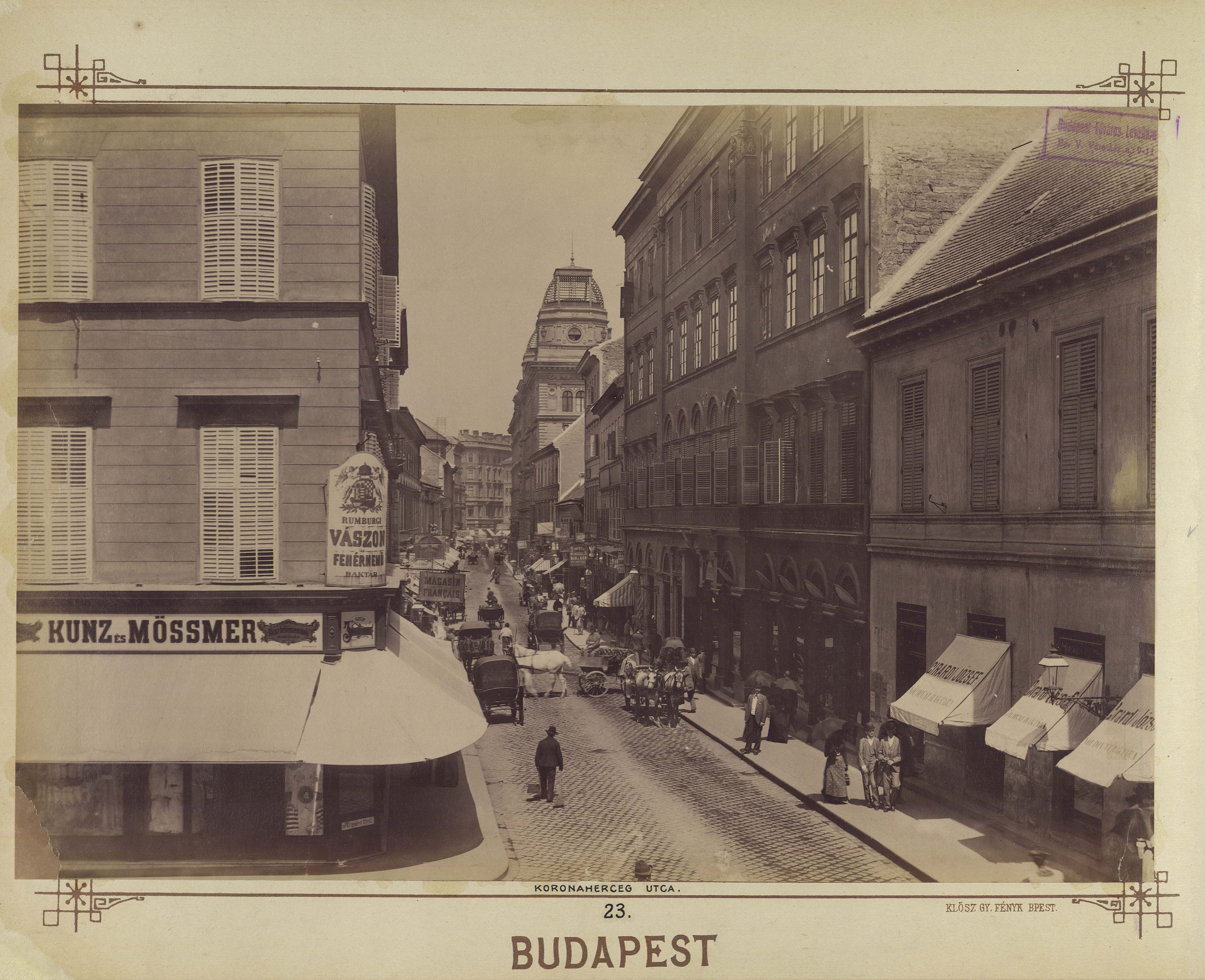
Az egykori Koronaherceg utca, 1890–1900-ban
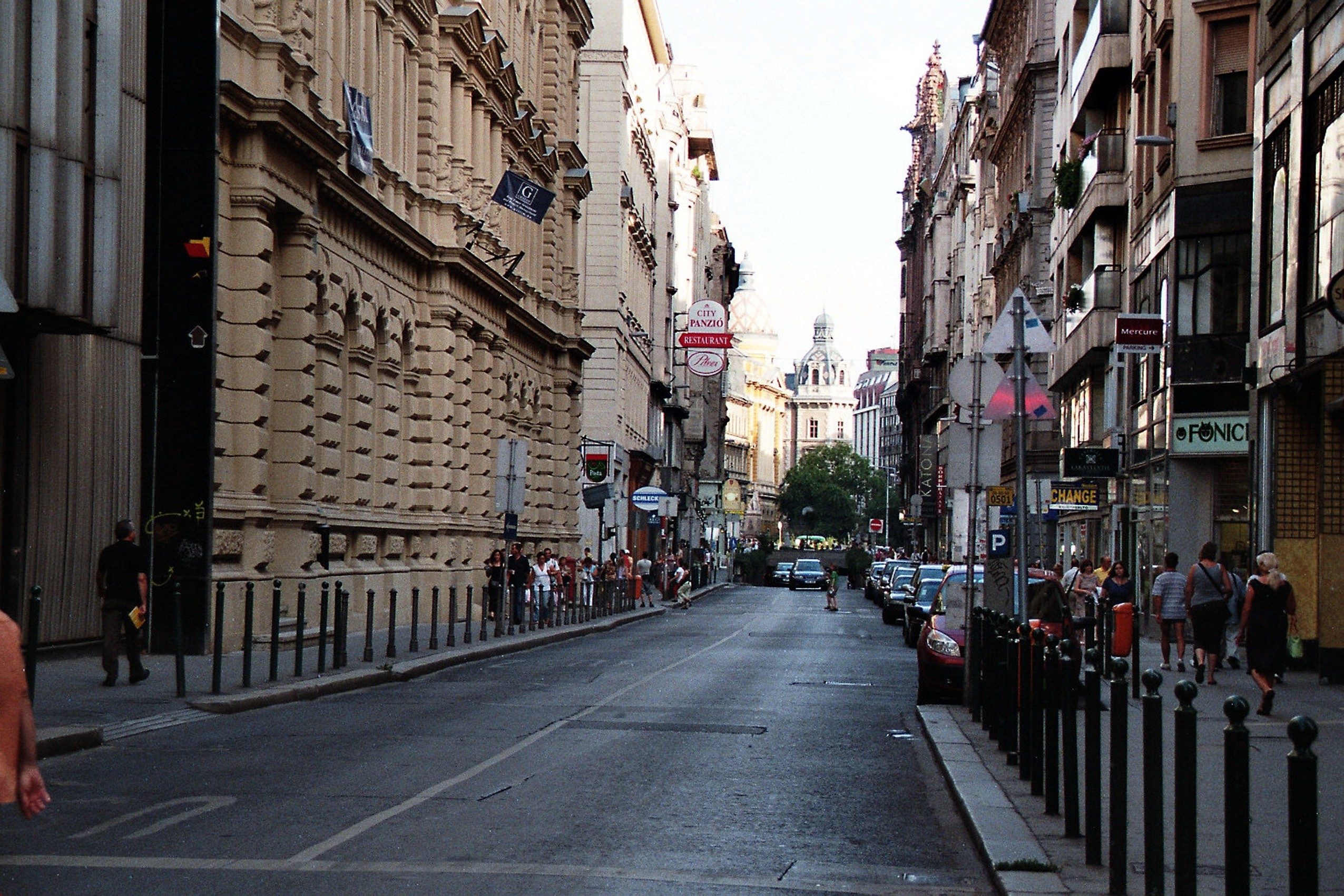
Az utca dél felé nézve, 2007-ben
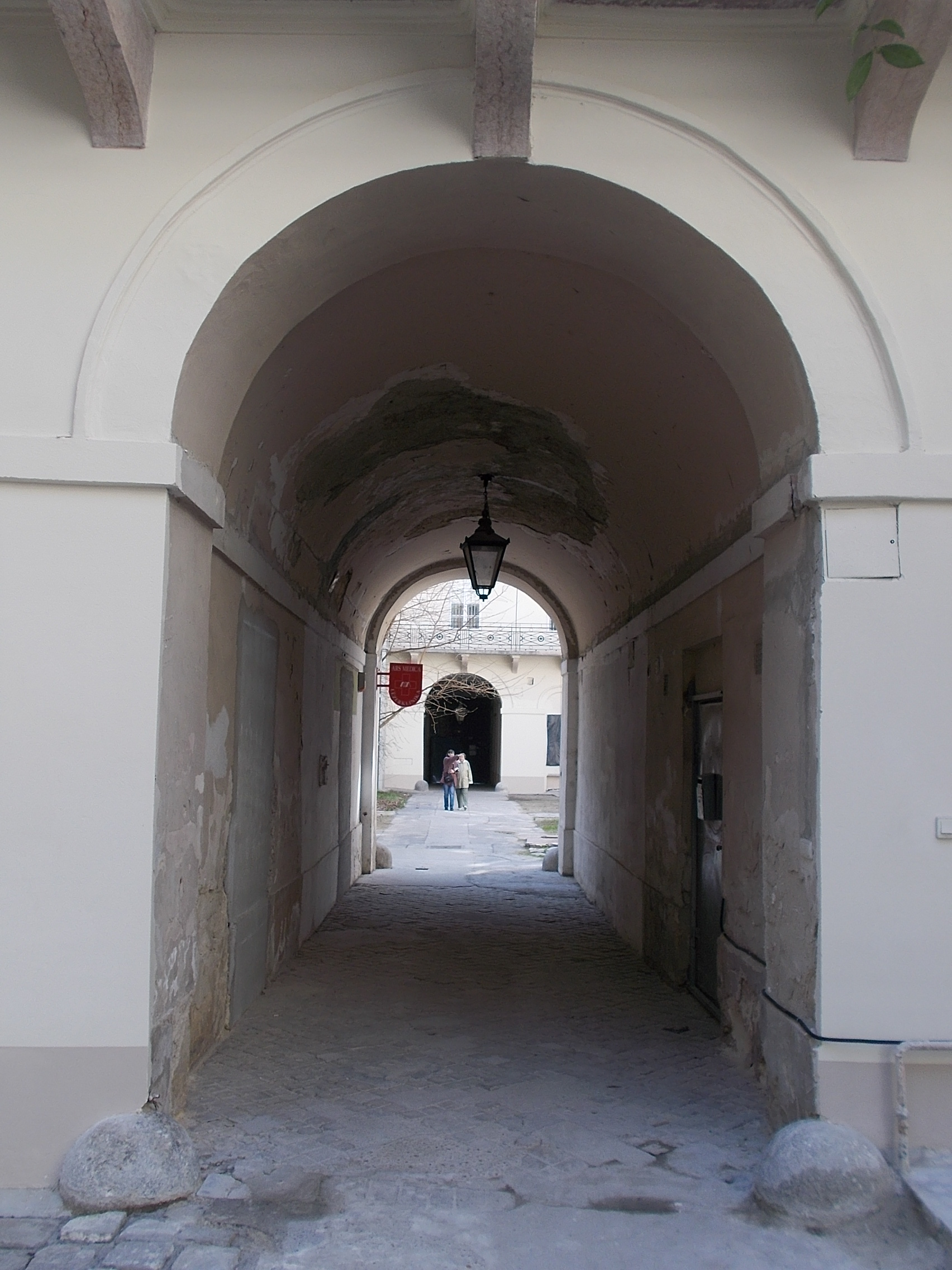
A Károlyi-Trattner-ház túlsó bejárata
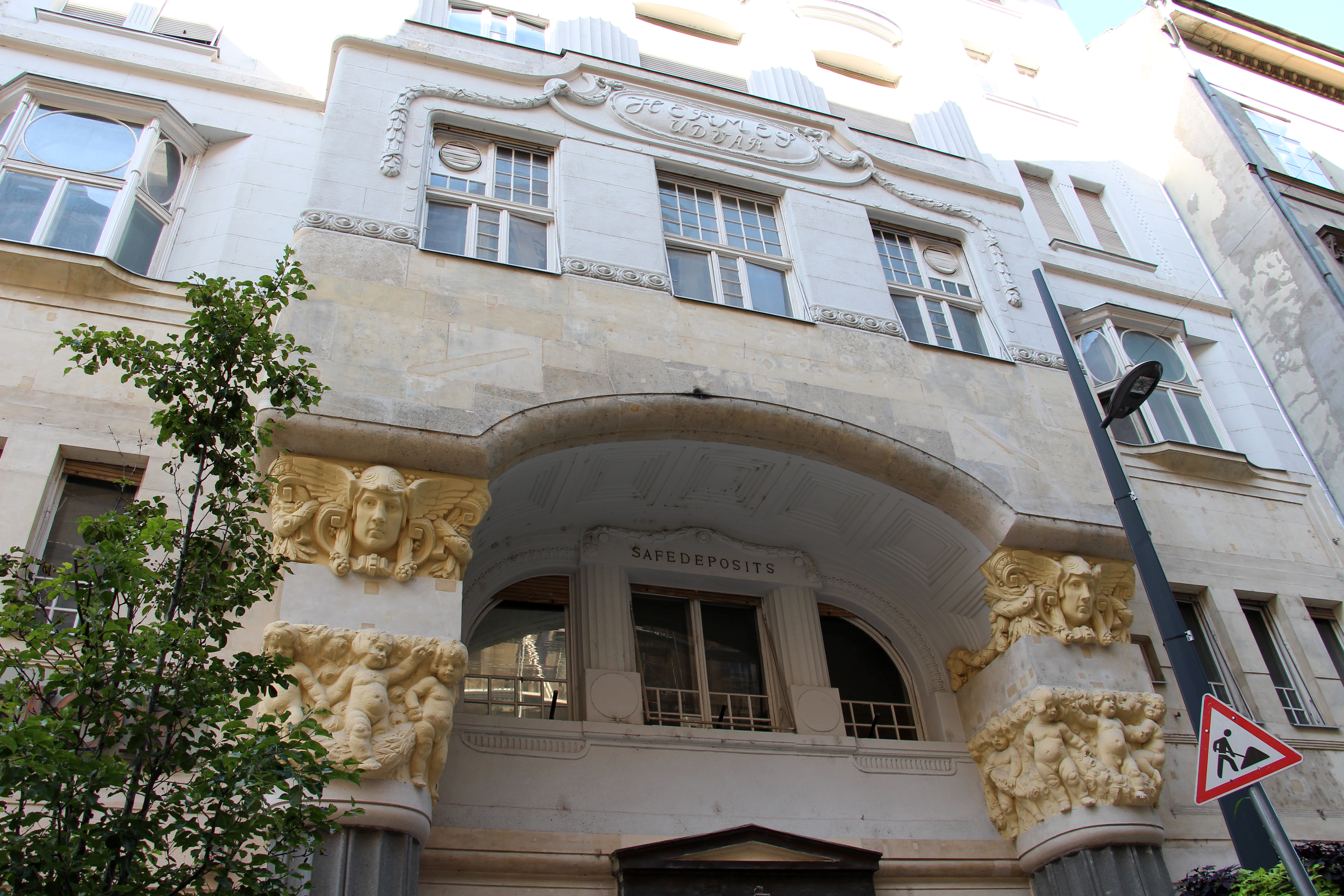
A FUGA-székház
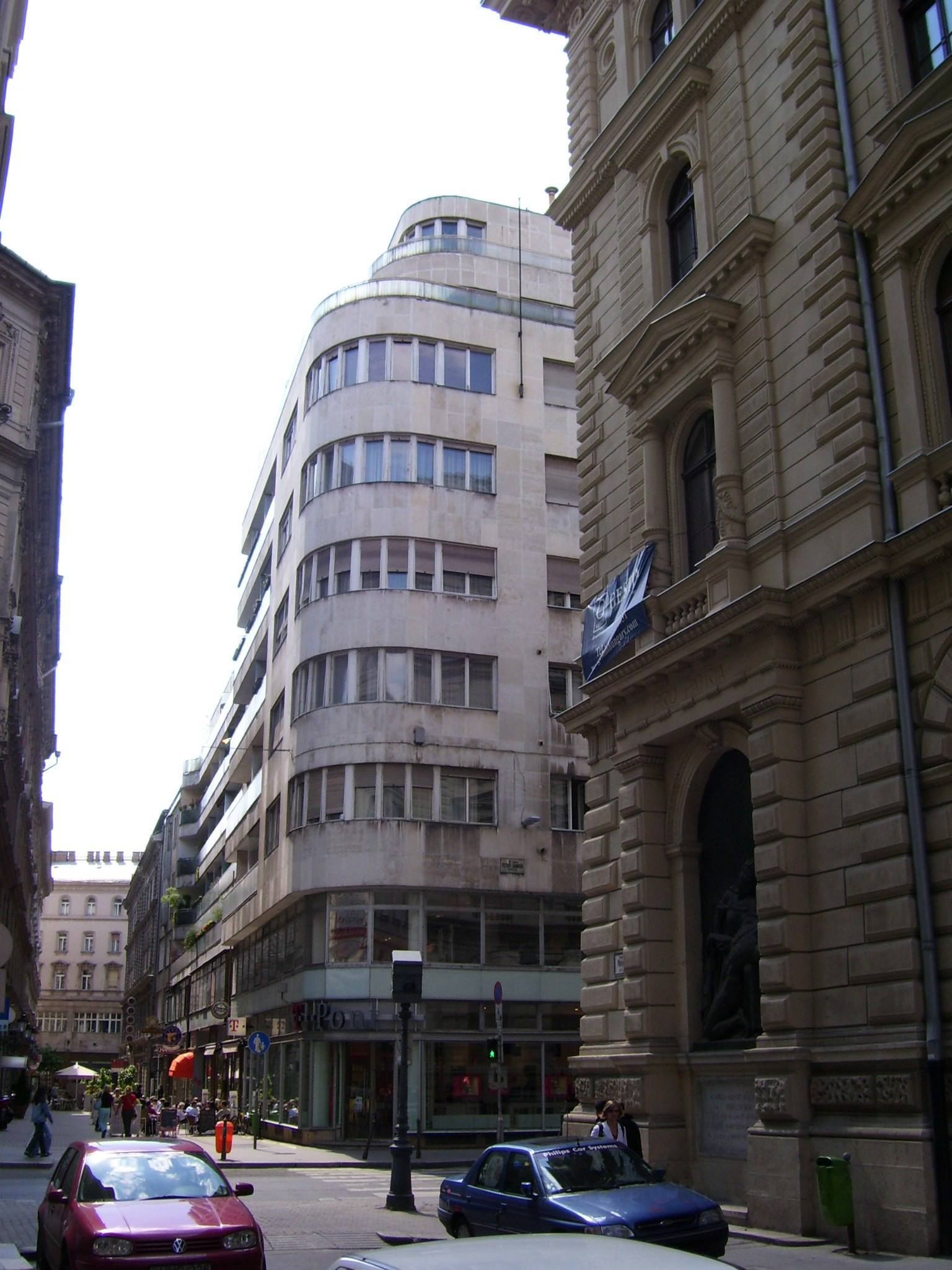
Az 1942-ben épült, 12. számú modern lakóház